# آب‌انبار حاج رحمت‌الله (قدیم)
آب‌انبار حاج رحمت‌الله (قدیم) مربوط به دوره پهلوی اول است و در شهرستان اردکان، روستای ترک آباد، خیابان امام خمینی (ره) واقع شده و این اثر در تاریخ ۱ مهر ۱۳۸۲ با شمارهٔ ثبت ۱۰۴۳۰ به‌عنوان یکی از آثار ملی ایران به ثبت رسیده است.